# 비행선/do! do! do!
《宙船（そらふね）／do! do! do》는 TOKIO의 35번째 싱글이다. 드라마 《마이☆보스 마이☆히어로》을 위해서, 싱어송라이터 나카지마 미유키가 작사와 작곡하여 제공하였다. 편곡은 후나야마 모토키가 담당하였다. 

## 설명

### 나카지마에게 곡 받음
- 나카지마 미유키가 TOKIO에 곡을 제공한 이유는, 나카지마가 본인의 앨범 《ララバイSINGER》의 주요 곡들을 레코딩하려고 곡을 만드는 도중, TOKIO의 소속사인 자니즈 사무소에서 “TOKIO(혹은 나가세)에 맞는 곡은 없습니까”라고 의뢰하였다. 나카지마는 “TOKIO 분들께 곡을 드려 곡이 알려진 뒤 앨범에 나중에 수록되어도 좋은 일이라고 생각한다.”고, 본인의 콘서트 투어에서 MC 시간 (토크시간)에 이야기 하였다. 이후 〈宙船（そらふね）〉는 나카지마 미유키의 앨범 《ララバイSINGER》(2006년 11월22일 발매)에 리메이크 되어 수록하였다 (일본에서는 커버되었다고 표현하며, TOKIO의 곡이 먼저 발매되었기 때문에 나카지마가 곡을 제공하였어도 리메이크 한 것으로 표현한다).

### 기록 갱신
- 오리콘 위클리 차트에서 1위를 기록하였고, TOKIO의 싱글 가운데 1위는 5번째 작품이다. 또 6주 연속 TOP5, 9주 연속 TOP10을 기록하여 오랫동안 오리콘 차트에 머물렀다. 총 62회 오리콘 차트에 기록되었으며, 이 전의 최장기록이었던 《AMBITIOUS JAPAN!》의 기록(32회)을 약 2배 차이로 늘리며 차트에 머물렀다. 이것은 2025년까지도 TOKIO의 싱글·앨범·DVD 모든 작품을 통틀어 최장기록이다. 2006년의 연간 오리콘 차트에서는 15위 랭크 되었고, 또 다음해 2007년의 연간 차트에서도 85위를 기록하여 TOKIO 역사상 처음으로 같은 곡으로 2년 연속 TOP100위에 랭크 되었다.
- 2006년의 NHK 홍백가합전에 〈宙船（そらふね）〉로 출전 하였는데 방송 이후 CD의 추가 주문이 쇄도하여 출하수는 60만장을 돌파했다. 2009년 6월2일 기준으로, TOKIO의 싱글 가운데는 2번째로 높은 매상이다. 〈宙船（そらふね）〉의 벨소리 다운로드 건수는 100만건을 돌파했다.

## 상세 곡 정보

### 宙船（そらふね）
- 제48회 일본 레코드 대상에서 〈宙船（そらふね）〉로 작사상을 받게 되어, 나카지마 미유키가 수상하였다.
- 나가세 토모야가 TOKIO 싱글에서 처음으로 혼자 보컬을 맡았다. 다른 멤버들은 코러스에서도 관여하지 않았다.
- 드라마 이미지에 맞춰서 락 스타일로 편곡되었다. 그렇지만, 가요의 요소도 포함되어 있다. TOKIO는 이때부터 가요락이라는 새 장르로 분류하였다.
- 나카지마 미유키의 《앨범 자장가(lullaby)SINGER》에서는 Fade Out 처리가 되어 끝난다.
- 싱글의 초회A반에서는 Acoustic Version, 앨범 《Harvest》의 초회반에서는 Orchestra Version이 수록되어 있다.
- 2007년 3월에 개최된 제79회 선발고교 야구대회의 개회식 입장 행진곡으로 사용되었다.

### do! do! do!
- TOKIO 멤버 5명이 모두 부르는 락 스타일의 응원 송.
- 멤버 합창을 테마로 하여, 라이브로 관객과 하나 되어 노래 부르는 것이 곡 컨셉이다.

### リプライ
- 보컬은 야마구치 타츠야가 담당하였다.

### 타이업
- 〈宙船（そらふね）〉 : 멤버 나가세 토모야의 주연의 NTV계 토요드라마 《마이☆보스 마이☆히어로》 주제곡
- 〈do! do! do!〉 : TOKIO 전원 출연 CM 〈Xbox 360〉

### 그 외
- 타이업 된 드라마 《마이☆보스 마이☆히어로》의 최종회의 마지막 장면에서는, ‘사립 소라후네(宙船)고등학교’라는 학교가 등장했다.

## 발매타입
- 통상반
- 통상반 - 첫회반
- 초회반 A
- 초회반 B

## 수록곡

### 통상반
1. 宙船（そらふね）
  - 작사·작곡 : 나카지마 미유키
2. do! do! do! 
  - 작사·작곡 : TAKESHI
3. リプライ
  - 작사·작곡 : HIKARI
4. 宙船（そらふね）(Backing Track)
5. do! do! do! (Backing Track)

### 통상반 - 첫회반
1. 宙船（そらふね）
2. do! do! do!
3. リプライ
4. 宙船（そらふね）(Acoustic version)
5. 宙船（そらふね）(Backing Track)
6. do! do! do! (Backing Track)

### 첫회반 A
1. 宙船（そらふね）
2. do! do! do!

- 특전 DVD: 《宙船（そらふね）》Video Clip & Making

### 첫회반 B
1. do! do! do!
2. 宙船（そらふね）

- 특전 DVD : 《do! do! do!》 Video Clip /〈Xbox 360™〉CM

## ‘宙船(そらふね)’ 리메이크
- 일본에서는 커버했다고 표현한다.
- 호리이 히데아키 : 2007년 12월 26일 발매된 앨범 《こどもヒット!ヒット!ソング〜おしりかじり虫・千の風になって〜』》의 수록
- 쿠도 시즈카 : 2008년 8월 20일 발매된 앨범 《MY PRECIOUS -Shizuka sings songs of Miyuki-》의 수록.